# Roberto Maroni
Roberto Maroni [robérto maróni], italijanski politik, * 15. marec 1955, Varese, Italija, † 22. november 2022, Lozza, Italija.
Maroni je v svoji politični karieri bil: minister za delo Italije (2001-06), podpredsednik Vlade Italije (1994–95),... in je trenutno minister za notranje zadeve Italije (1994–95 in ponovno od 2008) ter 2013-2018 predsednik dežele Lombardije.